# كوتش القار (كاهشنغ)
کوتش القار (بالفارسية: کوچ القار) هي مستوطنة تقع في إيران في قسم كاهشنغ الريفي. يقدر عدد سكانها بـ 127 نسمة .